# Vergeltungswaffen
Vergeltungswaffen (svenska "vedergällningsvapen"), även kallade V-Waffen (V-vapen), syftar på en serie långdistansvapen som tillverkades i Tredje riket under andra världskrigets senare hälft. Vapnen utgjordes av kryssningsroboten V-1, raketen V-2 och kanonen V-3. Vapnen var avsedda för strategisk bombning av bland annat städer och användes för första gången år 1944.

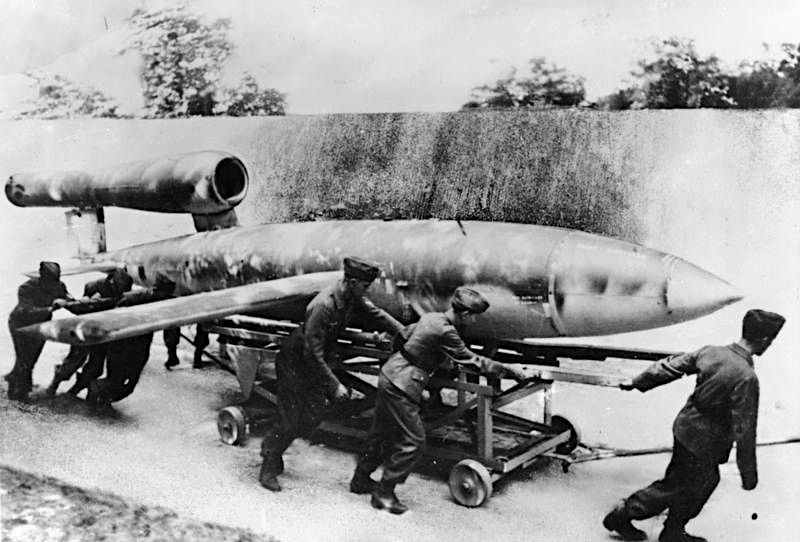
V-1
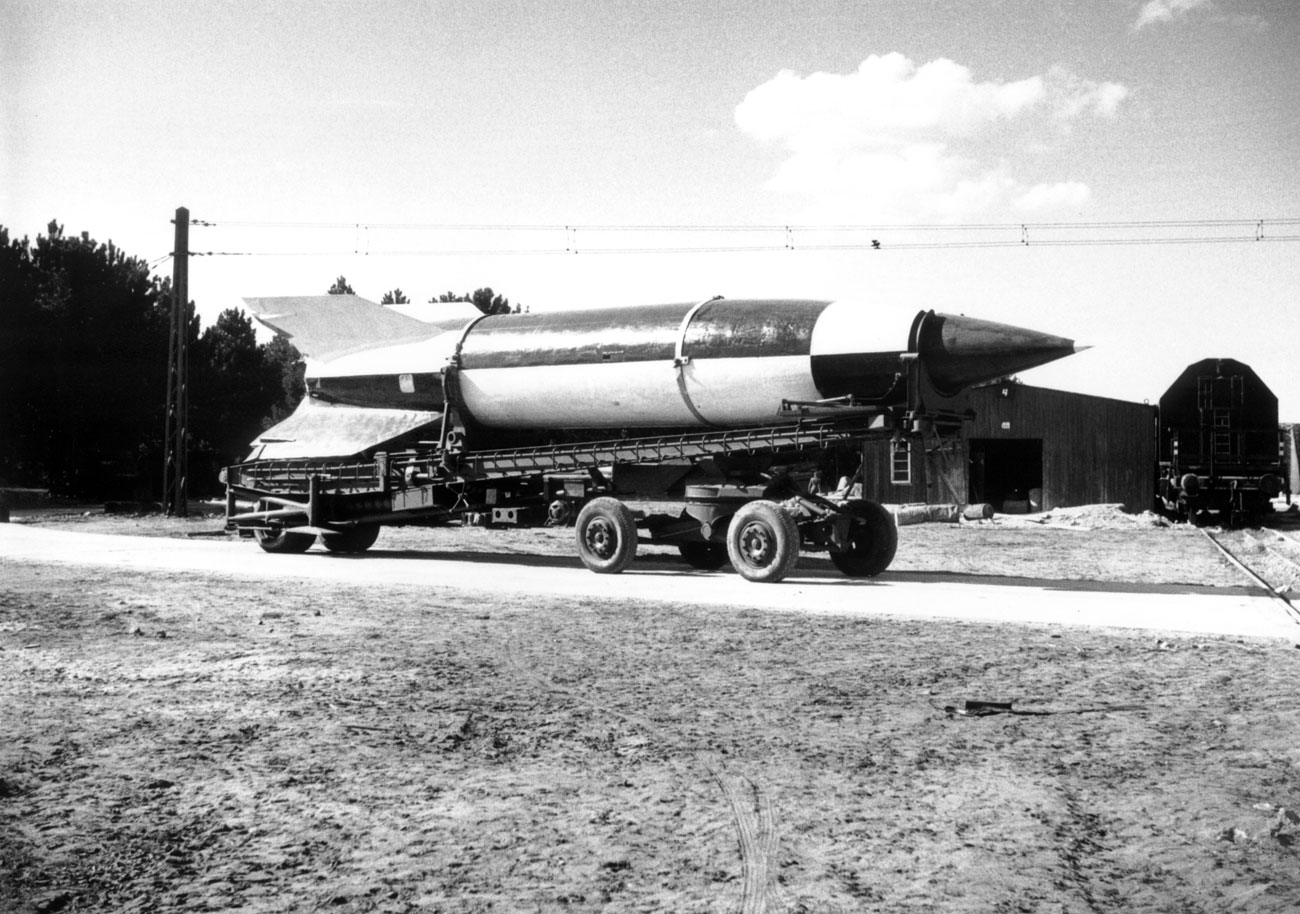
V-2